# Сельское поселение «Деревня Путогино»
Сельское поселение «Деревня Путогино» — муниципальное образование в составе Мосальского района Калужской области России.
Центр — деревня Путогино.

## Население
| 2010 | 2012 | 2013 | 2014 | 2015 | 2016 | 2017 |
| ---- | ---- | ---- | ---- | ---- | ---- | ---- |
| 376  | ↘364 | ↗366 | ↗374 | ↘365 | ↘361 | ↘350 |
| 2018 | 2019 | 2020 | 2021 |      |      |      |
| ↘343 | ↘331 | ↘326 | ↗402 |      |      |      |

## Состав
В поселение входят 16 населённых мест:
- деревня Путогино
- деревня Большие Крутицы
- деревня Володино
- деревня Гулино
- деревня Елисеевка
- деревня Каплино
- деревня Крупец
- село Ленск
- деревня Леонтьево
- деревня Малые Крутицы
- деревня Малышево
- деревня Подвязки
- деревня Покровское
- деревня Прожирино
- деревня Прудищи
- деревня Чертень

## Достопримечательности
- Ансамбль купеческой усадьбы Сорокиных, конец XIX – начало XX вв., 1909 г., деревня Чертень